# Charles-Auguste de Saxe-Weimar-Eisenach
Charles-Auguste (Weimar, 3 septembre 1757 – Graditz, 14 juin 1828) est un prince allemand de la branche ernestine de la maison de Wettin. Duc de Saxe-Weimar et de Saxe-Eisenach de 1758 à 1809, puis duc de Saxe-Weimar-Eisenach après l'unification de ces deux duchés, il a été élevé au rang de grand-duc en 1815. Il a joué un rôle majeur dans le rayonnement de la cour de Weimar, où il a accueilli Goethe et encouragé les arts en finançant notamment l'École princière de dessin de Weimar.

## Biographie
Il est le fils du duc Ernest-Auguste II de Saxe-Weimar-Eisenach et d'Anne-Amélie de Brunswick-Wolfenbüttel. Son père meurt prématurément à l'âge de 21 ans, et Charles-Auguste devient duc à l'âge de neuf mois. Sa mère, qui n'a que 19 ans, assure la régence durant sa minorité. Elle fait de sa capitale provinciale une « nouvelle Athènes » dont la renommée devient rapidement internationale et permet à son fils, confronté à la Révolution française, à l'occupation des troupes napoléoniennes et au « remembrement » du congrès de Vienne, non seulement de conserver ses États, mais aussi de gagner un surcroît de prestige en faisant élever son duché au rang de grand-duché par le Congrès. L'activité de son petit pays ne suffit pas au jeune duc plein d'entrain. Il s'engage dans la politique impériale en tentant de fonder une confédération de princes pour contrebalancer le dualisme austro-prussien, mais cela n'a que peu de succès. En 1787, il participe à l'invasion prussienne de la Hollande en tant que volontaire en compagnie du commandant en chef prussien, le duc Charles-Guillaume-Ferdinand. Il entre au service de la Prusse, devient major général de la cavalerie et, le 16 décembre 1787, chef du 6e régiment de cuirassiers (de) « von Rohr (de) ».
Le jeune souverain reçoit pour précepteur des penseurs d'esprit libéral et humaniste tels que Wieland, Herder et Goethe, qui devint également son ami, son ministre et son mentor. Il nomme Friedrich Schiller professeur à l'université de Iéna. Libéral, Charles-Auguste limite lui-même ses prérogatives en accordant dès 1816 une constitution à ses sujets.
Il développa la race canine Braque de Weimar.

## Descendance
Le 3 octobre 1775, Charles-Auguste a épousé Louise (30 janvier 1757 – 14 février 1830), fille du landgrave Louis IX de Hesse-Darmstadt et de la comtesse Caroline de Palatinat-Deux-Ponts-Birkenfeld (que l'Europe surnommera la « grande landgravine »). Ils ont eu sept enfants :
- Louise-Auguste-Amélie (3 février 1779 – 24 mars 1784) ;
- une fille mort-née (10 septembre 1781) ;
- Charles-Frédéric (2 février 1783 – 8 juillet 1853), grand-duc de Saxe-Weimar-Eisenach ;
- un fils mort-né (26 février 1785) ;
- Caroline-Louise de Saxe-Weimar-Eisenach (18 juillet 1786 – 20 janvier 1816), épouse en 1810 le prince Frédéric-Louis de Mecklembourg-Schwerin ;
- un fils mort-né (13 avril 1789) ;
- Charles-Bernard (30 mai 1792 – 31 juillet 1862) épouse en 1816 Ida de Saxe-Meiningen (1794-1852) d'où postérité.

Charles-Auguste a également eu trois enfants de sa maîtresse la tragédienne Karoline Jagemann (1777-1848) :
1. Karl von Heygendorff (Weimar, 25 décembre 1806 – Dresde, 17 février 1895), général des armées de Saxe ;
2. August von Heygendorff (Weimar, 10 août 1810 – Dresde, 23 janvier 1874) ;
3. Mariana von Heygendorff (Weimar, 8 avril 1812 – 's Gravenhage, 10 août 1836), épouse le 15 octobre 1835 Daniel, Baron Tindal.